# La vie commune
La vie commune (französisch; auf Deutsch in etwa ‚Das alltägliche Leben‘) aus dem Jahr 1991 ist der zweite Roman von Lydie Salvayre, der Prix-Goncourt-Preisträgerin von 2014. Thematisiert wird in dieser Geschichte unter anderem, welche Folgen es haben kann, wenn es jemandem nicht gelingt, seine Unzufriedenheit zu äußern. Salvayre beschreibt dies am Beispiel von zwei Frauen unterschiedlichen Alters, die sich neuerdings ein Büro teilen müssen. Obwohl nur Suzanne, die Ältere, erzählt, beginnt man als Leser doch, mal mit der einen und mal mit der anderen Seite zu sympathisieren.

## Inhalt

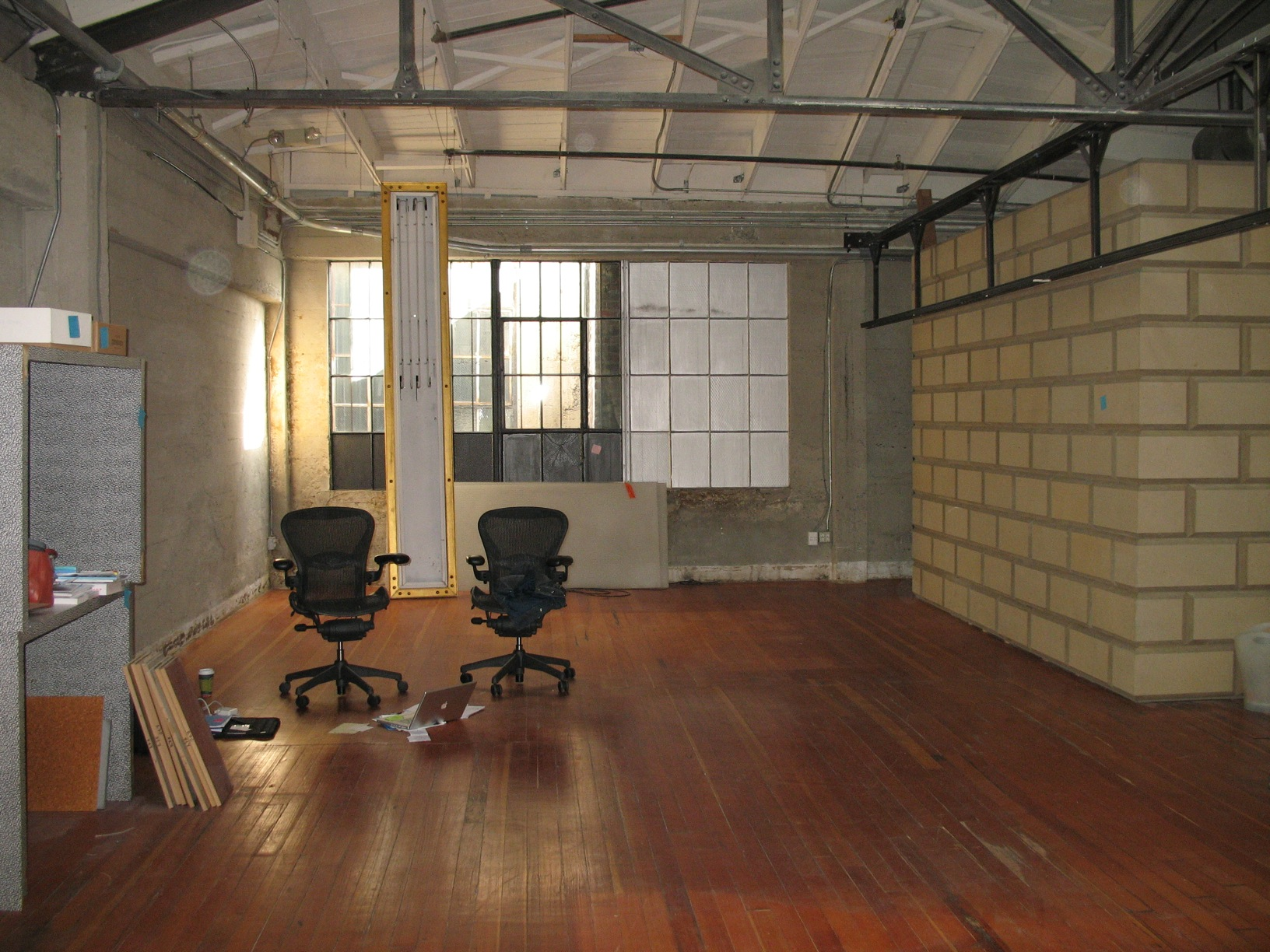
Büroraum für zwei Personen, ein Rechner

Suzanne ist in einer Pariser Werbeagentur tätig und erzählt ihrem Arzt, ihrer Tochter, ihrer Haushaltshilfe oder anderen von Veränderungen an ihrem Arbeitsplatz, die sie verstören. Sie muss seit Kurzem ihr Büro mit einer wesentlich Jüngeren teilen, die weiß, wie man einen Mac bedient. Suzanne geht seit dem Tod ihres Mannes vor gut 30 Jahren einem geregelten Berufsleben nach, dessen Routinen sie mag, und hat keine Freunde. Sie sagt, sie habe noch nie eine Hose getragen, denn sie respektiere das Frausein. Die Neue mit ihren kleinbürgerlichen Idealen sei ganz anders und außerdem dagegen, dass sie, Suzanne, in ihrem Büro rauche. Als Suzanne nach einem Sturz von der Leiter für einige Zeit nicht im Büro ist, steigert sich bei ihrer Rückkehr ihre Ablehnung so sehr, dass sie die Neue angreift. Oder vielleicht hat sie sich das nur vorgestellt? Am Ende des Buches ist Suzanne vorzeitig in Rente gegangen.

## Interpretation
Suzanne wird als einfältig charakterisiert, weil sie die Ärgernisse des Alltags nicht relativieren kann. Auch beschwert sie sich darüber, dass ihre Tochter sie anbrüllt, wenn jene wieder einmal genug hat vom Gejammer ihrer Mutter. Suzanne kann das Verhalten ihrer Tochter einfach nicht verstehen. Salvayre ironisiert althergebrachte Gender-Stereotype, indem sie Suzannes Dilemma in aller Breite darstellt: unzufrieden zu sein, dies aber nur minimal nach außen zur Geltung bringen zu können – die wesentliche Ursache dafür, dass Suzanne sich selbst ins Aus katapultiert, so Warren Motte in einem Beitrag von 2004. In diesem Roman wird die Tretmühle der Erwerbsarbeit beleuchtet.
Wann die erzählten Ereignisse stattfinden, ob gerade in diesem Augenblick oder ob es vor einigen Tagen war, ist nicht immer klar. Dem Ton des Erzählens nach soll jemand anderes überzeugt werden. Manchmal gibt es keine Satzpunkte, manchmal keine Großbuchstaben am Satzanfang. Um eine einzige Äußerung geht es im elften Kapitel: NEIN! (Ich wünschte, es hätte die Kraft eines Faustschlags). Es ist ihr aber nicht möglich zu brüllen, so gern sie es auch könnte. Ihre Unzufriedenheit kann sie maximal im Flüsterton zum Ausdruck bringen, und dann meist nur zu sich selbst, so Motte. In genau dieser Art von Vertraulichkeiten platziert Salvayre den Sprengstoff alltäglicher Gewalt, schreibt Marie-Pascale Huglo 2006.
Salvayre will denjenigen eine Stimme geben, die der eigenen Stimme beraubt worden sind, und stattet sie mit all der Macht aus, die der Literatur zur Verfügung steht, so fasst es Brigitte Louichon: In diesem Fall handelt es sich um Suzanne, deren beruflicher Stress und persönliche Paranoia in einem Monolog zum Ausdruck gebracht werden. Salvayre verwendet in fast allen ihren Werken ein monologisches Prinzip und dann wird es von Anfang bis Ende eines Romans durchgehalten. Suzanne in La vie commune zählt zu den wenigen Figuren, deren Stimme einer Person gehört, die namentlich vorgestellt wird. Einen Namen zu haben garantiert bei Salvayre allerdings nicht, dass es sich bei einer Erzählinstanz um eine stabile persönliche Identität handelt, meint Motte.

## Rezeption
La vie commune, Salvayres zweiter Roman, wird als der Beginn ihrer Karriere als Schriftstellerin angesehen. Als Salvayre nach La déclaration ihr zweites Buch, La vie commune, veröffentlicht hatte, war – so Pierre Maury in seinem Blog „Le journal d'un lecteur“ – bereits bekannt, dass sie etwas „Starkes, Jähzorniges“ zur französischen Literatur beitrage. Alle 8 Jahre ist bisher von La vie commune eine neue Auflage in einem anderen Verlag erschienen, zuletzt bei Gallimard.
Anfangs finde man das Buch amüsant, schreibt Julia Scheeres in der New York Times, bald aber sei es mal unerquicklich, mal gruselig und voller genauer Beobachtungen, und dennoch gefielen einem die 119 Seiten gut. Man spüre einen Hass, der so leidenschaftlich sei, dass er bei Suzanne sexuelle Fantasien hervorrufe. Man lebe beim Lesen im Kopf einer manischen Megäre; es sei auf delikate Art düster und man werde nervös, so Scheeres. Der Leser sympathisiere mit der Gequälten ebenso wie mit der Quälenden, stellt Scheeres fest.
In einer Rezension von M.A. Orthofer auf der Website Complete Review heißt es, dass man fast selbst den Druck spüre, der sich in Suzanne aufbaut, wo es schon vor der Begegnung mit der Neuen kaum noch Raum gab. Warren Motte weist darauf hin, dass man plötzlich meinen könne, wenn man bei der Lektüre das fiktionale Universum für einen Moment verlässt, dass zum Beispiel die Großbuchstaben des NON! im elften Kapitel von Salvayre selbst kommen, tatsächlich geschrieben, weil Suzanne es nicht kann.

## Ausgaben
- La vie commune, Julliard, Paris 1991; 2. Auflage 1999 bei Verticales, DL; 3. Auflage 2007 bei Gallimard, alle in Paris.
- Everyday Life, ins Englische übersetzt von Jane Kuntz, Dalkey Archive Press, Champaign/Illinois 2006